# Dirk Gene Hagelstein

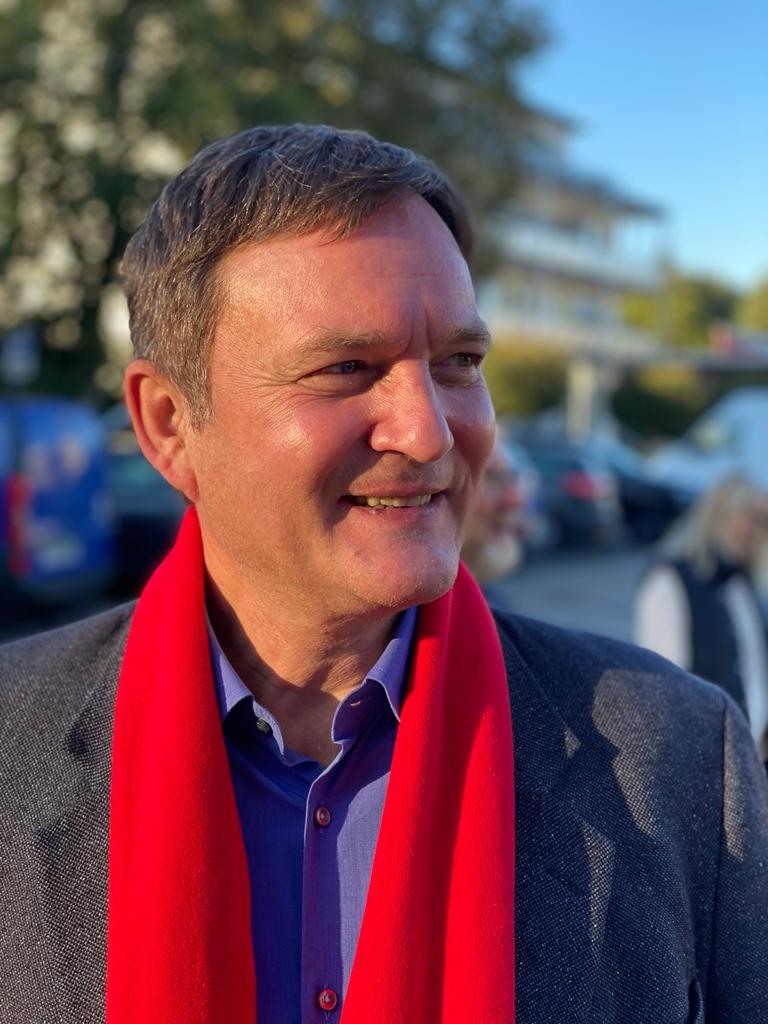
Dirk Gene Hagelstein, 2021

Dirk Gene Hagelstein (geboren am 8. September 1967 in Aschaffenburg als Dirk Gene Schmidt) ist ein deutscher Politiker (SPD) und Bürgermeister der Stadt Neu-Isenburg im Landkreis Offenbach (Hessen).

## Leben
Hagelstein wurde als Sohn des US-Soldaten Eugene Arnold Boeding und Hildegard Margarethe Schmidt geboren.
Nach dem Abschluss der Realschule an der Brüder-Grimm-Schule in Neu-Isenburg 1985 absolvierte Hagelstein eine Berufsausbildung zum Chemiefacharbeiter im Fotowerk der Firma DuPont de Nemours. 1989 schloss Hagelstein die Berufsausbildung erfolgreich ab. Berufsbegleitend holte Dirk Gene Hagelstein die Fachhochschulreife am Abendgymnasium in Neu-Isenburg nach.
Ehrenamtlich engagiert sich Hagelstein in einer Vielzahl Neu-Isenburger Vereine und Initiativen, unter anderem als Vorstandsmitglied im VDK Neu-Isenburg. Er ist langjähriges Gewerkschaftsmitglied in der IG BCE. Er hat zwei Brüder und ist verheiratet.

## Politik
Mit der Kommunalwahl 2001 zog Hagelstein als Nachrücker in die Stadtverordnetenversammlung Neu-Isenburgs für die SPD ein, der er seitdem ununterbrochen angehört. Viele Jahre führte Hagelstein als Vorsitzender den Ausschuss für Familien, Jugend, Soziales und Senioren in der Stadtverordnetenversammlung. Am 10. November 2017 übernahm Hagelstein die Führung der SPD-Fraktion in der Neu-Isenburger Stadtverordnetenversammlung von Christian Beck.
Schwerpunkte seines politischen Engagements sind die Arbeit- und Sozialpolitik sowie insbesondere die Interessen der LGBT-Community. Hagelstein war in diesem Zusammenhang auch hessischer Landesvorsitzender der SPD-internen Arbeitsgruppe Schwusos.
2012 hat Hagelstein für den Bundestagswahlkreis Offenbach (185) als Direktkandidat zur Bundestagswahl 2013 kandidiert. Das Direktmandat ging an den Kandidaten der CDU. In der Stichwahl um das Amt des Bürgermeisters am 10. Oktober 2021 setzte sich Hagelstein gegen den Kandidaten der CDU Stefan Schmitt durch.